# Odontophorus melanonotus
Odontophorus melanonotus е вид птица от семейство Odontophoridae. Видът е световно застрашен, със статут Уязвим.

## Разпространение
Видът е разпространен в Еквадор и Колумбия.